# 奧瓦拉冰川
70°49′S 166°40′E / 70.817°S 166.667°E
奧瓦拉冰川是南極洲的冰川，位於維多利亞地的阿克羅伊德角以西，最終注入尤爾灣南部，該冰川根據美國地質調查局的測量和美國海軍的空中照片被繪入地圖。